# ブーダン (料理)

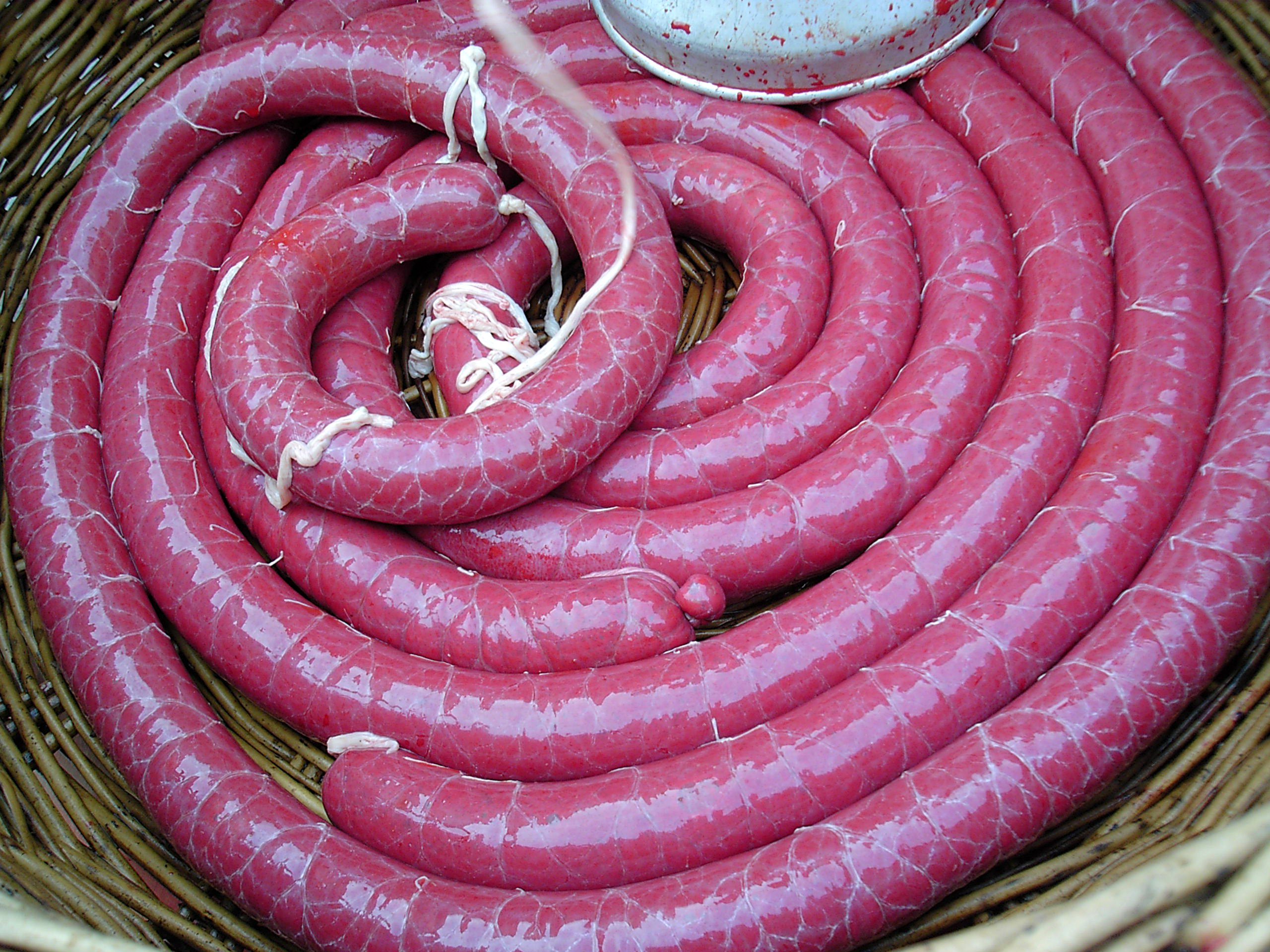
黒ブーダン（ブーダン・ノワール）

ブーダン（フランス語: boudin）は、豚の血と脂（ラード）によるフランスの腸詰の一種。血を使っているのでブラッドソーセージの一種になる。一般的にはニンニク、タマネギ、パセリと柑橘類の香料が調味料として使われる。下記の白ブーダンに対し、黒ブーダン（フランス語: boudin noir）とも呼ばれる。
フランスでは、伝統的にシャルキュトリー（惣菜店、デリカテッセン）や豚肉専門店で売られる。またホットドッグのようにしたり、乾燥させたブーダンをパテやテリーヌとともにサラダに調理したりする。ブーダンの付け合せにはリンゴやタマネギが添えられる。ブーダンには常にアップルソースや、時にマッシュポテトも添えられる。
白ブーダン（フランス語: boudin blanc) は一般的なブーダンとは違い、挽肉、卵、パン粉、牛乳を原料に、時としてキノコ類を使ったフランスおよびベルギーの腸詰である。冷たいままでも温かくして（焼くか油で揚げる）も食される。アルデンヌ県のルテル、オルヌ県のエッセイの特産品になっている。
フランス外人部隊の軍歌兼行進曲は Le Boudin という題名である。つまりブーダンのことであるが、これは外人部隊に支給されていた青い毛布のことで、かつて背嚢（リュックサック）の上へ縛り付けるために丸めた毛布の形をブーダンになぞらえたもの。ブーダンは外人部隊の礼装の一部として残り、革命記念日のパレードなどでは外人部隊兵がブーダンを腰にサッシュのように巻き付け、その上から弾帯を締めた姿を見ることができる。
北アメリカでは、フランス系のアカディ人やケイジャンによって作られている。